# Bryoscyphus marchantiae
Bryoscyphus marchantiae är en lavart som först beskrevs av Miles Joseph Berkeley, och fick sitt nu gällande namn av Spooner 1984. Bryoscyphus marchantiae ingår i släktet Bryoscyphus och familjen Helotiaceae.  Arten är reproducerande i Sverige. Inga underarter finns listade i Catalogue of Life.